# 안정 (바둑)
안정(settlement)은 자신의 돌이 더 이상 공격당하지 않는 상태가 되도록, 돌의 근거를 확보해 안전하게 자리잡는 것이다.